# Federico Peluso
Federico Peluso (ur. 20 stycznia 1984 w Rzymie) – włoski piłkarz grający na pozycji obrońcy w Sassuolo.
15 sierpnia 2012 roku zadebiutował w reprezentacji Włoch.